# 年代煤礦機電
年代煤礦機電設備制造有限公司（港交所除牌時8043.HK）是一間在香港創業板上市的公司，主要在中國從事生產煤炭開採設備。年代煤礦機電的前身是年代國際控股有限公司，從事影視發行。
2010年7月，煤炭開採設備製造公司鄭州四維機電設備製造有限公司借款年代國際到香港交易所上市。2011年，年代國際易名為年代煤礦機電。
2011年11月10日，全球最大建築和採礦設備製造商卡特彼勒宣佈以最高69億元收購年代煤礦機電。
2013年1月，卡特彼勒宣佈因年代煤礦機電實際存貨與會計紀錄出現差異，需要作出5.8億美元資產減值。

## 外部連結
- 年代煤礦機電公司網站 （页面存档备份，存于）